# ヘブン・アンド・アース 天地英雄
『ヘブン・アンド・アース 天地英雄』（ヘブン・アンド・アース てんちえいゆう、原題：天地英雄）は、何平（ホー・ピン）監督による唐王朝時代の中国をテーマにした中国のアクション映画である。

## 概要
西遊記の玄奘三蔵のシルクロード横断がモデルとなっている。
これまでの中国映画と異なり、漢民族色を極力排し、シルクロードで栄えていた西域を突厥など中央アジアの民族色を交えた新しい視点で描いている。また、友情や契りといった人間の関わり合いに注目し、中国のアクション映画としては大胆な切り口で構成されている。
中国の有名俳優の他に、日本から中井貴一が準主役として起用されて中国語の台詞とアクションを披露した。

## あらすじ
唐王朝が繁栄を極めていた時代、日本から政治、兵法などの学問を学ぶため13歳のときに遣唐使として唐の皇帝に使えた男、来栖がいた。一通りの学問を学び、帰国を切望する彼に皇帝が与えた条件は、突厥の民間人を殺害する様に皇帝から命を受けながら従わなかった元軍人の李の処刑であった。来栖は、長安まで皇帝軍の司令官の娘、文珠を送り届ける道すがら、李を探しだし、殺害しようとする。
その頃、李は皇帝の命に背いてから部下5人にそれぞれ自分の生活を見いだし、軍人としてではなく一般人としての人生を送るように言い渡し、シルクロードへと追っ手から逃れていた。その途中、嵐に見舞われ瀕死の状態である所を仏典を長安まで運ぶキャラバンの男に救われる。男も嵐でキャラバンを守る護衛を失い途方に暮れていた所であった。李は命を救われた恩義に報い自ら護衛を引き受ける。キャラバンの旅を進めていくうちに、かつての部下5人が結婚し、身を寄せ合って暮らす秘境の村に偶然出会う。
一緒にキャラバンの護衛に加わりかつての隊長であった李とキャラバンの旅を共にしたいと申し出る5人に、李は村に残るように命じるが、5人は結局キャラバンに連れ添って来てしまう。そんな中、来栖もこのキャラバンに李が混じっている所を発見し、殺害を試みるが、李のキャラバンを長安に送り届けてから改めて決闘しようという申し出を受け入れるのであった。
そんな中、キャラバンを突厥や西域を支配する男に狙われ始め、度々小競り合いが起こり出す。文珠を連れ、キャラバンに同行する来栖もこの戦闘にいつしか加勢するようになるのであったが、なぜ、執拗に金銭価値のない仏典を運ぶだけのキャラバンを突厥が狙うのかに疑問を持ち始める。そんな中、実は、キャラバンの荷物は仏典はカムフラージュであり、正当な使われ方をすれば国の統一と治安を政治的に安定化させる鍵になる仏舎利を運んでいることがキャラバンの僧侶により明かされるのであった。

## 配役
| 役名     | 俳優                       | 日本語吹替 |
| -------- | -------------------------- | ---------- |
| 李隊長   | 姜文（チアン・ウェン）     | 石田圭祐   |
| 来栖旅人 | 中井貴一                   | 中井貴一   |
| 文珠     | 趙薇（ヴィッキー・チャオ） | 弓場沙織   |
| 安       | 王学圻（ワン・シュエチー） | 佐々木梅治 |